# Cisereh (Tigaraksa)
Cisereh is een bestuurslaag in het regentschap Tangerang van de provincie Banten, Indonesië. Cisereh telt 5142 inwoners (volkstelling 2010).